# NGC 7641
NGC 7641 је спирална галаксија у сазвежђу Пегаз која се налази на NGC листи објеката дубоког неба.
Деклинација објекта је + 11° 53' 37" а ректасцензија 23h 22m 30,8s. Привидна величина (магнитуда) објекта NGC 7641 износи 14,0 а фотографска магнитуда 14,9. NGC 7641 је још познат и под ознакама NGC 7627, UGC 12556, MCG 2-59-29, CGCG 431-47, PGC 71241.